# Polly Holliday
Polly Holliday (Jasper, Alabama, 2 de julio de 1937) es una actriz estadounidense. Conocida por interpretar a Florence Castleberry en la serie de televisión Alice.
Hizo una breve participación en la película The Parent Trap (1998).
Hace su debut en cine el año 1974 con la película Wedding Band interpretando a Annabelle. También hizo papeles en las películas Un caradura simpático (1975), Distance (1975), La amante del asesino (1975), Todos los hombres del presidente (1976), All The Way Home (1981), ¿Dónde están mis hijos? (1982), Regalo de amor (1983), Gremlins (1984), Konrad (1985), Presidente por accidente (1988), El triunfo del corazón (1991), Mi adorado amigo (1996), Sobrevivir al amor (2004), Stick It (2006), La mujer de mis pesadillas (2007) y Fair Game (2010).

## Filmografía
- The American Parade (1974)
- Wedding Band (1974)
- The Silence (1975)
- La amante del asesino (1975)
- Distance (1975)
- Un caradura simpático (1975)
- Bernice Bobs Her Hair (1976)
- NBC Special Treat (1976)
- Todos los hombres del presidente (1976)
- Alice (1976-1981)
- Soy único (1978)
- Vive como quieras (1979)
- Flo (1980-1981)
- All The Way Home (1981)
- ¿Dónde están mis hijos? (1982)
- American Playhouse (1982)
- Private Benjamin (1982-1983)
- Regalo de amor (1983)
- Gremlins (1984)
- Konrad (1985)
- Stir Crazy (1985)
- Lots of Luck (1985)
- Cuentos asombrosos (1986)
- Las chicas de oro (1986)
- Presidente por accidente (1988)
- El ecualizador (1988)
- El triunfo del corazón (1991)
- Mrs. Doubtfire (1993)
- Un chapuzas en casa (1993-1998)
- El cliente (1995-1996)
- Homicidio (1996)
- El final del edén (1996)
- Mi adorado amigo (1996)
- Juego de Gemelas (1998)
- Sobrevivir al amor (2004)
- Stick It (2006)
- La mujer de mis pesadillas (2007)
- Fair Game (2010)